# 414
Cette page concerne l'année 414  du calendrier julien. Pour l'année 414 av. J.-C., voir 414 av. J.-C. Pour le nombre 414, voir 414 (nombre).
L'année 414 est une année commune qui commence un jeudi.

## Événements
- 1er janvier[1] : Athaulf, roi des Wisigoths, épouse à Narbonne Galla Placidia, sœur de l’empereur Honorius, qui refuse de traiter avec lui. Athaulf, incapable de se faire conférer à lui-même la dignité impériale refait Attalus empereur d’occident à Bordeaux pour reconstruire l’empire avec lui[2].
- Entre le 12 janvier et le 17 septembre : Le Gaulois Rutilius Namatianus devient préfet de Rome[3].

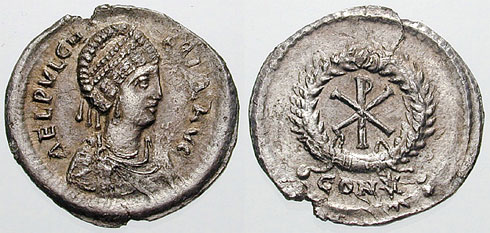
Pulchérie

- 4 juillet : mort du préfet du prétoire d'Orient Anthémius. À l'âge de 15 ans, Pulchérie, la sœur de l'empereur de Théodose II, fait vœu de virginité et devient régente de l'Empire d'Orient sous le titre d'Augusta pour son frère faible de caractère (et qui n'a que 13 ans). Le maître des offices Hélion la seconde dans le gouvernement[2],[4].
- Automne[5] : le blocus des côtes méditerranéennes par la flotte impériale dirigée par Constantius, qui provoque une disette en Aquitaine, oblige les Wisigoths à passer en Espagne où ils prennent Barcelone. La garnison de Bordeaux incendie la ville avant son départ[2] et manque de mettre à sac la cité de Bazas, après la défection des Alains qui assiégeaient la ville[5].
- Le patriarche Cyrille d'Alexandrie ferme les églises des novatianistes à Alexandrie. Il fomente une émeute antijuive à la suite d'une rixe consécutive à une querelle de cirque ; une foule de chrétiens détruit les synagogues et chasse les Juifs de la ville, qui ne sont autorisés à revenir qu'à la condition de se convertir. Le Préfet d'Égypte Oreste fait appel en vain à l'empereur pour soutenir les Juifs ; il est lapidé et blessé par les moines de Nitrée et fait exécuter leur leader Ammonius, qui sera considéré comme martyr par Cyrille[2].
- Querelle entre Jérôme de Stridon et le diacre Pélage en Palestine. Célestius se rend à Constantinople pour y rechercher des appuis mais est expulsé par le patriarche Atticus[2].

## Naissances en 414
- Baek Gyeol

## Décès en 414
- Synésius, alchimiste né à Cyrène en 370. Converti au christianisme, il était évêque de Ptolémaïs.
- Eunape de Sardes, rhéteur et historien de langue grecque.